# Ermengarda z Hesbaye
Ermengarda z Hesbaye, zwana też Irmingardą lub Irmgardą (ur. ok. 778, zm. 3 października 818 w Angers) – córka hrabiego Ingermana i Jadwigi z Bawarii, pierwsza cesarzowa rzymska (Imperium Karolińskie).
Ok. 794/795 r. poślubiła Ludwika Pobożnego (czerwiec 778 - 20 czerwca 840), króla Akwitanii, od 814 r. króla Franków i cesarza rzymskiego, syna cesarza Karola Wielkiego i jego drugiej żony, Hildegardy, córki hrabiego Gerolda z Vinzgouw. Ermengarda i Ludwik mieli razem trzech synów i trzy córki:
- Lotar I (795 - 29 września 855), cesarz
- Pepin I (797 - 13 listopada/13 grudnia 838), król Akwitanii
- Rotruda (800 - ?)
- Hildegarda lub Matylda (ok. 802 - ?), żona hrabiego Geralda z Owernii, miała dzieci
- Ludwik II (804 - 28 września 876), król Franków Wschodnich

Ermengarda zmarła w 818 r. Jej mąż ożenił się ponownie z Judytą Bawarską.